# ドーソン・カレッジ
ドーソン・カレッジ（Dawson College）は、カナダのケベック州ウエストマウントに位置する英語系シージェップ。
2010年8月、学生数の増加により、学校は場所不足に陥った。アトウォーターストリートのペプシフォーラムの4階がリースされ、新たに教室が追加された。

## 著名な出身者
- ジョエル・アンソニー
- ジェイ・バルチェル – 俳優
- ナオミ・クライン – ジャーナリスト、作家、社会活動家
- レイチェル・レフィブレ
- スティーブン・ピンカー – 心理学者[2]
- sakimichan - アーティスト